# Mallota margarita
Mallota margarita är en tvåvingeart som beskrevs av Samuel Wendell Williston  1892. Mallota margarita ingår i släktet hålblomflugor, och familjen blomflugor. Inga underarter finns listade i Catalogue of Life.